# Maik Bullmann
Maik Bullmann (Fráncfort del Óder, 25 de abril de 1967) es un deportista alemán que compitió en lucha grecorromana.
Participó en tres Juegos Olímpicos de Verano, obteniendo en total dos medallas, oro en Barcelona 1992 y bronce en Atlanta 1996, ambas en la categoría de 90 kg.
Ganó 5 medallas en el Campeonato Mundial de Lucha entre los años 1989 y 1994, y 5 medallas en el Campeonato Europeo de Lucha entre los años 1989 y 1996.

## Palmarés internacional
| Representando a la RDA   |                          |                   |           |
| Campeonato Mundial       |                          |                   |           |
| Año                      | Lugar                    | Medalla           | Categoría |
| 1989                     | Martigny (Suiza)         | Medalla de oro    | 90 kg     |
| Campeonato Europeo       |                          |                   |           |
| Año                      | Lugar                    | Medalla           | Categoría |
| 1989                     | Oulu (Finlandia)         | Medalla de plata  | 90 kg     |
| 1990                     | Poznań (Polonia)         | Medalla de plata  | 100 kg    |
| Representando a Alemania |                          |                   |           |
| Juegos Olímpicos         |                          |                   |           |
| Año                      | Lugar                    | Medalla           | Categoría |
| 1992                     | Barcelona (España)       | Medalla de oro    | 90 kg     |
| 1996                     | Atlanta (Estados Unidos) | Medalla de bronce | 90 kg     |
| Campeonato Mundial       |                          |                   |           |
| Año                      | Lugar                    | Medalla           | Categoría |
| 1990                     | Ostia (Italia)           | Medalla de oro    | 90 kg     |
| 1991                     | Varna (Bulgaria)         | Medalla de oro    | 90 kg     |
| 1993                     | Estocolmo (Suecia)       | Medalla de plata  | 90 kg     |
| 1994                     | Tampere (Finlandia)      | Medalla de bronce | 90 kg     |
| Campeonato Europeo       |                          |                   |           |
| Año                      | Lugar                    | Medalla           | Categoría |
| 1992                     | Copenhague (Dinamarca)   | Medalla de oro    | 90 kg     |
| 1995                     | Besanzón (Francia)       | Medalla de plata  | 90 kg     |
| 1996                     | Budapest (Hungría)       | Medalla de plata  | 90 kg     |